# Carlos Francisco Dumouriez
Carlos Francisco Dumouriez (en francés: Charles François Dumouriez; 26 de enero de 1739-14 de marzo de 1823) fue un general francés de las Guerras Revolucionarias de Francia. Compartió la victoria en Valmy con el general Kellermann, y más tarde desertó del Ejército Revolucionario.

## Biografía
Dumouriez nació en Cambrai. Su padre sirvió como comisario en el ejército real. El joven Dumouriez realizó sus estudios en el Colegio Louis-le-Grand y, en 1757, comenzó su carrera militar como voluntario en la campaña de Rossbach. Obtuvo una mención por su valor en combate y participó con distinción en las posteriores campañas alemanas durante la guerra de los Siete Años, pero al llegar la paz se retiró con el grado de capitán, con una pequeña pensión y con la Cruz de San Luis. 
Posteriormente Dumouriez visitó Italia y Córcega, España y Portugal, y sus memoriales al duque de Choiseul sobre los asuntos corsos le valieron un nuevo empleo en el cuerpo expedicionario francés enviado a la isla, en el que obtuvo el rango de teniente coronel.
Después se hizo miembro del Secret du roi, el servicio secreto bajo Luis XV, donde su habilidad como diplomático alcanzó su máxima expresión. En 1770 se le encomendó una misión en Polonia ante la Confederación de Bar donde, aparte de su trabajo político, organizó una milicia polaca. El 23 de mayo su formación polaca fue aplastada por las fuerzas rusas del general Alexander Suvorov en la batalla de Lanckorona. Entretanto la caída de Choiseul (1770) provocó su regreso, y poco después fue encarcelado en la Bastilla, donde pasó seis meses, ocupándose en actividades literarias. Fue posteriormente enviado a Caen, donde estuvo retenido hasta el ascenso de Luis XVI en 1774.
Después de su liberación, Dumouriez se casó con su prima Mademoiselle de Broissy, pero se comportó de forma negligente e infiel, y en 1789 la pareja se separó, refugiándose Madame Dumouriez en un convento. Entretanto Dumouriez había dirigido su atención al estado interno de su propio país y, entre los muchos memoriales que envió al gobierno, había uno en defensa de Normandía y sus puertos, por lo que en 1778 se le nombró comandante de Cherburgo, cargo que ejerció con gran acierto durante diez años.
En 1788 ascendió a maréchal de camp; pero su ambición no estaba satisfecha y, al estallar la Revolución y ver la oportunidad de dar un salto en su carrera, se trasladó a París, donde se unió al Club Jacobino.
La muerte de Mirabeau, a cuya carrera se había unido, significó un serio golpe para él. Sin embargo, promovido al rango de teniente general y comandante de Nantes, su oportunidad se presentó después de la fuga de Varennes, cuando atrajo la atención pública al ofrecer intervenir con su ejército en apoyo de la Asamblea. Se adhirió entonces al partido Girondino, y el 15 de marzo de 1792 ocupó el cargo de ministro de Asuntos Exteriores. Jugó un papel relevante en la declaración de guerra a Austria el 20 de abril, y planeó la invasión de los Países Bajos.
Cuando el rey destituyó al ministro Servan (13 de junio de 1792), Dumouriez ocupó su puesto de ministro de la Guerra, pero dimitió dos días después, ante la negativa del Rey de negociar con la Asamblea, y fue a unirse al ejército del mariscal Luckner.
Después del motín del 10 de agosto de 1792 y la huida de La Fayette, fue designado para mandar el "Ejército del Centro". Cuando los enemigos tomaron la ofensiva, Dumouriez actuó rápidamente. Su subordinando Kellermann rechazó a los prusianos en Valmy el 20 de septiembre de 1792, y el propio Dumouriez derrotó severamente a los austriacos en la batalla de Jemappes el 6 de noviembre de 1792.
A su regreso a París Dumouriez se encontró con la aclamación popular, pero con la pérdida del aprecio del gobierno revolucionario. Su anticuado método de dirigir las operaciones de guerra le expuso a las críticas de los ardientes jacobinos, de modo que una derrota hubiera significado el final de su carrera. Cuando esa derrota le sobrevino en  Neerwinden, en marzo de 1793, se lo jugó todo en una maniobra desesperada. Arrestó a los comisarios de la Convención que habían sido enviados para investigar su conducta, los entregó al enemigo y, a continuación, intentó convencer a sus tropas de marchar sobre París y derrocar al gobierno revolucionario. El intento fracasó y Dumouriez, con el duque de Chartres (que sería el rey Luis Felipe I), huyeron a campo austriaco.
A partir de entonces Dumouriez anduvo viajando de país en país ocupado en interminables intrigas con Luis XVIII, o para instaurar una monarquía de la familia Orleans, hasta que en 1804 se estableció en Inglaterra, donde el gobierno le concedió una pensión. Se convirtió en un valioso consejero del Ministerio de Guerra británico en su lucha contra Napoleón Bonaparte, aunque todo esto se haría público muchos años después. En 1814 y 1815 trató de obtener de Luis XVIII el bastón de Maréchal de France, pero fracasó.
Murió en Turville Park, cerca de Henley-on-Thames, el 4 de marzo de 1823.
Unas primeras memorias de Dumouriez aparecieron en Hamburgo en 1794. Una edición más extensa, La Vie et les mémoires du Général Dumouriez, apareció en París en 1823. Dumouriez también escribió un gran número de panfletos políticos.